# Северные пайюты
Северные пайюты (англ. Northern Paiute) — индейское племя в США, которое традиционно жило в регионе Большого Бассейна на территории современных штатов Невада, Айдахо, Калифорния и Орегон. К северным пайютам относятся банноки, которые после приобретения лошадей в XVIII веке восприняли культуру равнинных племён и стали отдельным племенем.

## Язык
Язык северных пайютов относится к нумской ветви юто-ацтекской языковой семьи, в XXI веке сохранилось около 700 носителей, большинство перешло на английский язык.
С 2005 года северный пайют преподаётся в школах индейской резервации Уорм-Спрингс в штате Орегон, а с 2013 года — в средних школах в Неваде.

## История
Постоянные контакты между северными пайютами и евроамериканцами начались в начале 1840-х годов, хотя первый контакт, возможно, произошёл ещё в 1820-х годах. С середины XIX века постоянные контакты с мормонами, переселившимися на территорию современного штата Юта. По мере заселения белыми их земель усиливалась конкуренция за скудные ресурсы, в результате чего произошло несколько вооружённых конфликтов, в том числе Пайютская война в 1860 году, Война в долине Оуэнс в 1861—1864 годах, Война снейков в 1864—1868 годах и Баннокская война 1878 года. Эти инциденты, как правило, начинались с разногласий между белыми поселенцами и северными пайютами относительно собственности, возмездия со стороны одной группы в отношении другой и, наконец, ответного возмездия со стороны противоположной стороны, часто заканчивающегося вооружённым участием американской армии. Эти столкновения были больше похожи на партизанскую войну и характеризовались отдельными стычками и нападениями.
После строительства трансконтинентальной железной дороги традиционному образу жизни племени пришёл конец. Группы северных пайютов потеряли более 95 % своих земель и были расселены в резервации. В первой половине XX века стали работать по найму у белых фермеров и селиться небольшими колониями на окраинах городов. Ныне северные пайюты живут в нескольких резервациях и индейских колониях на своей традиционной территории.

## Культура

### Материальная культура
До прихода европейцев основными занятиями северных пайютов были охота, собирательство и рыболовство. Охотились преимущественно зимой. Собирательство велось на протяжении всего года. Собирали съедобные растения и насекомых. Для длительного сохранения — семена горных сосен. Рыболовством занимались в районах озёр, оно играло важную роль летом.
Из ремесёл особенно выделялось плетение корзин. В конце XIX — первой трети XX веков оно носило коммерческий характер. В XVIII веке некоторые группы северных пайютов переняли коневодство у северных шошонов и стали практиковать конную охоту на бизонов в отдалённых районах. Кроме бизонов, охотились на оленей, антилоп, баранов, зайцев, кроликов и сусликов.

### Социальная организация
Основой социальной организации были малые семьи, которые объединялись в территориальные группы во главе с вождём (пойнаби), его должность обычно передавалась внутри одной семьи. Группа семей вместе эксплуатировала территорию по которой кочевала. Каждая группа занимала определенный район, обычно сосредоточенный на озере или водно-болотных угодьях, которые снабжали рыбой и водоплавающей птицей. Группы объединялись во время праздников, охоты и войны с соседними племенами. Социальный статус определялся возрастом. Были распространены полигиния, полиандрия и левират.

## Религия
Традиционные религиозные верования северных пайютов были основаны на вере в магическую силу (пуха), которая может находиться в любом объекте и обладая которой человек может добиться успеха. Главные мифологические герои — трикстер Койот и его старший брат и антагонист Волк. В качестве организатора религиозных ритуалов мог выступать каждый мужчина, однако считалось, что эффективно занимаются лечением только шаманы (пухугами).
В 1888 году среди племени распространилось синкретическое мессианистское религиозное движение Круговой танец, которое получило развитие благодаря северопайютскому пророку Вовоке. Новое учение, ставшее известным как Пляска Духа, быстро нашло последователей среди многих индейских племён — от Калифорнии до Великих равнин.

## Группы северных пайютов
- Хунипуитока, хунипуи («Едоки корней»), также валпапи («Горные люди», на языке кламат) — жили вдоль рек Дешут, Крукед и Джон-Дей в центральной части Орегона на территории более 18 000 км². С трёх сторон их окружали сахаптины - тинайну на западе, док-спас, юматилла и кайюсы на севере, не-персе на востоке[14]. К югу от них проживали другие группы северных пайютов — яхускин и вададокадо. Ныне они официально признаны как часть племени бернс-пайюты, которое получило федеральное признание в 1968 году.
- Вададокадо, вада («Едоки травы»), также известные как пайюты долины Харни — контролировали около 136 000 км² в центральном и восточном Орегоне (вокруг озера Малур и южная часть гор Блу-Маунтинс) и на западе Айдахо (долина реки Пейетт)[15]. Объединялись в смешанные группы с бруно и шевоками, племенами северных шошонов. Ныне проживают в индейской колонии Бернс и в резервации Уорм-Спрингс.
- Яхускин, гоятока («Едоки раков») — были известны как снейки реки Аппер-Спрэг, занимали территорию около 13 000 км² вокруг озёр Гус, Харни и Уорнер, и вдоль реки Спрэг. Вместе с хунипуитока, которые проживали севернее, считались самыми воинственными группами северных пайютов в Орегоне. Ныне входят в состав кламатов.
- Коагаитока («Едоки лосося») — населяли территорию около 19 500 км² вдоль реки Снейк в юго-западном Айдахо, часто объединялись с бойсе и шевоками, племенами северных шошонов. К северу от них жили не-персе, к востоку — банноки и похогуи, на западе — вададокадо, на юге — таготока. Ныне проживают в индейской резервации Форт-Холл.
- Кидутокадо, киду («Едоки желтобрюхого сурка») — занимали территорию около 13 000 км² в юго-восточном Орегоне, северо-восточной Калифорнии и на северо-западе Невады.  Ныне проживают в индейской резервации Форт-Бидуэлл.
- Тсосоодо-тувиуараи («Живущие в холоде») — занимали территорию более 6 500 км² в окрестностях горы Стинс. Таготока жили на востоке, группы атсакудоква-тувиуараи и моадокадо на юге, кидутокадо на западе и вададокадо на севере. Ныне проживают в индейской резервации Форт-Макдермитт.
- Камодокадо, камо («Едоки зайцев») — жили к северу от озера Пирамид в пустынях Смоук-Крик и Гранит-Крик, на территории современного округа Уошо. Ныне проживают в индейской резервации Кэмпбелл-Ранч и индейской колонии Йерингтон.
- Моадокадо(«Едоки дикого лука»), также агаипанинадокадо («Едоки озёрной рыбы») — жили вокруг озера Саммит. Ныне проживают в индейской резервации Саммит-Лейк[16].
- Атсакудоква-тувиуараи («Живущие в Красных горах») — проживали на северо-западе Невады, наиболее важным водным ресурсом являлась река Куинн. Ныне проживают в индейской резервации Форт-Макдермитт[17].
- Сававактодо («Едоки полыни») — жили в районе города Уиннемакка, от гор Осгуд и Сонома на востоке до гор Джексон на западе, от Сламберинг-Хиллс и хребта Санта-Роза на севере до Тейбл-Маунтин на юге. Ныне проживают в индейской резервации Форт-Макдермитт и индейской колонии Уиннемакка.
- Таготока, таго («Едоки корневых клубней») — занимали территорию около 15 500 км² вдоль рек Джордан и Овайхи, часто объединялись с бруно, племенем северных шошонов. Ныне проживают в индейской резервации Дак-Валли.
- Ямосопо-тувиуари («Живущие в долине Полумесяца») — жили в долине Парадайз, которую они называли долиной Полумесяца, на востоке современного округа Гумбольдт, вдоль реки Литтл-Гумбольдт. Ныне проживают в индейской резервации Форт-Макдермитт.
- Макухадокадо, пауида-тувиуараи — жили от Плезант-Валли на западе до Баттл-Маунтин на востоке. Ныне проживают в индейской колонии Рино-Спаркс.
- Табусси-дукаду («Едоки кедровых орехов») — жили на северо-западе Невады. Ныне проживают в индейской резервации Кэмпбелл-Ранч и индейской колонии Йерингтон.
- Погаи-дукаду («Едоки семян травы») — ныне проживают в индейской резервации Кэмпбелл-Ранч и индейских колониях Бриджпорт и Йерингтон.
- Тасигет-тувиуараи («Живущие среди гор») — жили в долине Уиннемакка. Ныне проживают в индейской резервации Пирамид-Лейк.
- Купадокадо, купа («Едоки сусликов») — жили в районе озера Гумбольдт. Ныне проживают в индейской колонии Лавлок.
- Куюи-дукаду («Едоки рыбы куюи») — жили вдоль берега озера Пирамид и нижнего течения реки Траки. Ныне проживают в индейской резервации Пирамид-Лейк.
- Тоидокадо, тои-дукаду («Едоки рогоза») —  жили в северо-восточной части пустыни Карсон. Ныне проживают в индейской резервации Фаллон.
- Агаидокадо, агаи («Едоки форели») —  жили к востоку от озера Уокер. Ныне проживают в индейской резервации Уокер-Ривер.
- Кукадикади («Едоки куколок морских мух») — самая южная группа северных пайютов[18]. Ныне проживают в Калифорнии в индейских резервациях (ранчериях) Биг-Санди, Колд-Спрингс, Норт-Форк, Тейбл-Маунтин и Туле-Ривер.
- Паквидокадо («Едоки голавля») — ныне проживают в индейской резервации Уокер-Ривер.
- Она-дукаду («Едоки соли»), также известные как пайюты долины Сода-Спрингс — ныне проживают в индейской резервации Бриджпорт.
- Куайнатауэфанума («Живущие в Большой Дымной долине») — жили между хребтами Тоиябе и Токима в центральной Неваде.  Ныне проживают в индейской резервации Форт-Макдермитт.
- Аваггу-дукаду («Едоки рыбы-присоски») — жили в долине реки Ист-Уокер в Калифорнии. Ныне проживают в индейской резервации Бриджпорт.
- Ве-дукаду («Едоки ржаной травы») — проживали рядом с аваггу-дукаду. Ныне живут в индейской резервации Бриджпорт.
- Виа-дукаду («Едоки желудей») — жили в Йосемитской долине. После ряда эпидемий и войн выжившие присоединились к кукадикади.

## Население
Джеймс Муни (1928) подсчитал, что северные и южные пайюты вместе насчитывали в 1845 году 7 500 человек. Цифры, приведённые в отчёте Индейского офиса за 1903 год, указывают на численность северных пайютов в 5 400 человек. Перепись 1910 года сообщает о 1 448 моно и 3 038 павиотсо, всего 4 486 человек. Согласно переписи населения США 1930 года было зарегистрировано 4 420 человек. Индейское бюро США в 1937 году насчитало 4 108 северных пайютов.
В 2010 году общая численность северных и южных пайютов составляла 9 340 человек.